# 洪文举
洪文舉（？—？），洪州建昌（今江西修水）人，祖籍潤州丹陽（今江蘇）。

## 生平
洪文撫之弟。至道年間，宋太宗得知建昌洪氏“以孝悌著称，六世义居，室无异爨”，派内侍持书百轴赐其家。洪文举則奉兄長之命，至京师“贡土物为谢”。太宗以飛白赐文举“義居人”之名，还命其为江州助教。

## 家庭
有子洪亶，孫洪民师，曾孫洪朋、洪芻、洪炎、洪羽。